# Kjortel

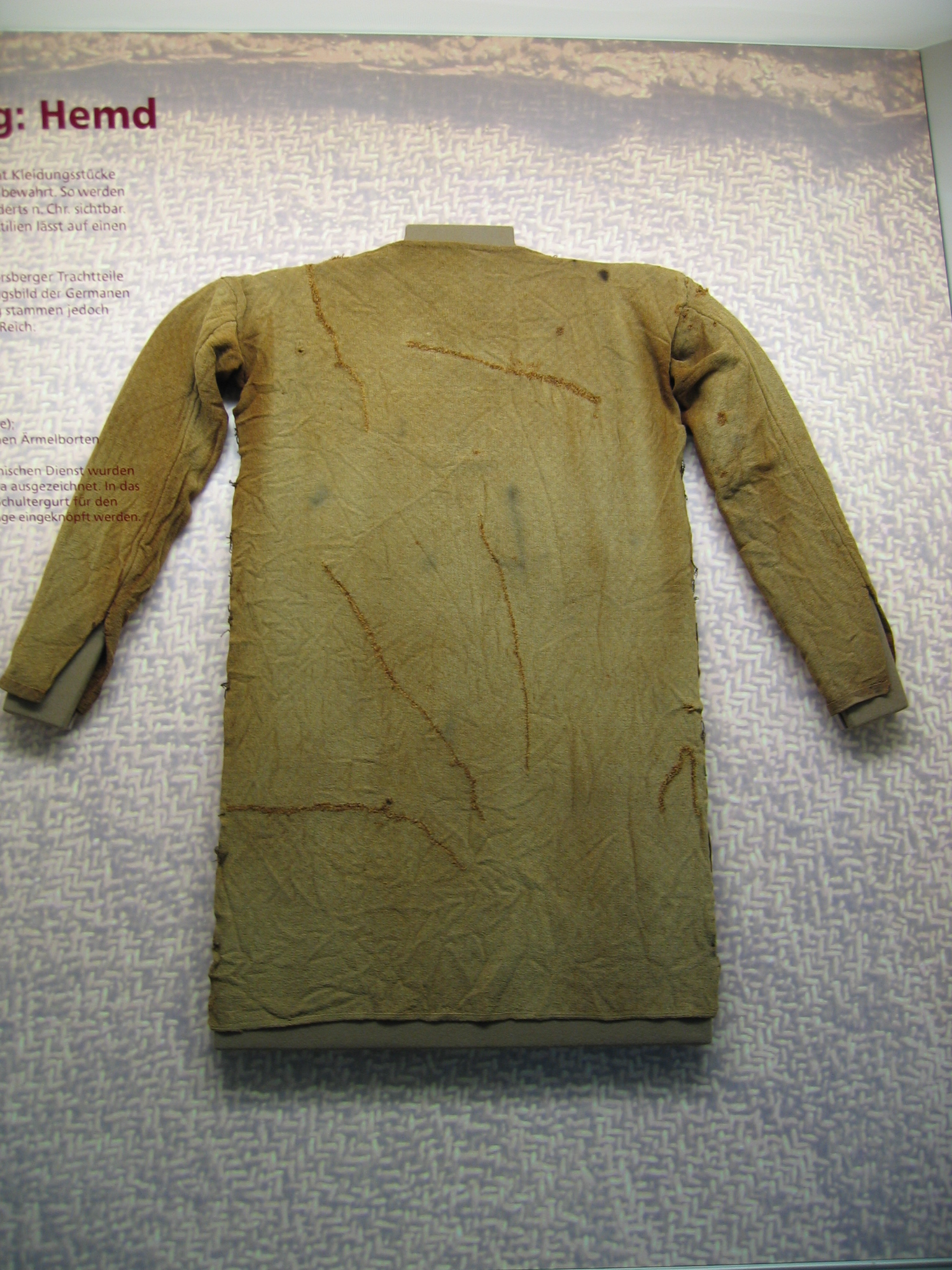
Kort kjortel från 300-talet på ett museum i Schleswig-Holstein

En kjortel är ett äldre livplagg som täcker överkroppen, bärs över ett annat plagg, och som har varierat i längd, från att gå ner till höfterna till att nå ända ner till fötterna. Fram till medeltiden var kjortel mycket vanligt. Några århundraden senare börjar man kalla liknande plagg för kjol, som alltså ursprungligen är en förkortad form av ’kjortel’. Tunika är ursprungligen benämningen på ett liknande plagg. I den traditionella samedräkten ingår en typ av kjortel som kallas för kolt.
Kjortel är jämförbart med latinets tunica, vilket i svenskan har blivit en nutida benämning på liknande plagg, tunika.
Ordet kjortel kommer av fornnordiskans kyrtill, kort dräkt – i sin tur från fornengelska. Ordet är släkt med adjektivet kort och är upphovet till kjol som är en förkortad variant av kjortel.
I Norden har kjorteln varit i bruk från järnåldern till medeltiden. Den har varierat i längd mellan grenlång och fotsid beroende på tidsperiod, bärarens kön och kultur. Under forntiden fram till medeltiden var det det vanligaste plagget och bars över särken eller skjortan. På 1600-talet användes ofta kjortel (åtminstone i norskan) om ett knälångt ytterplagg för män, som bars över tröjan. Senare blev formen kjol vanligare.